# Nebrioporus balli
Nebrioporus balli är en skalbaggsart som först beskrevs av Vazirani 1970.  Nebrioporus balli ingår i släktet Nebrioporus och familjen dykare. Inga underarter finns listade i Catalogue of Life.